# Born Under a Bad Sign (singolo)
Born Under a Bad Sign è un brano musicale scritto da William Bell e composto da Booker T. Jones, pubblicato come singolo discografico nel 1967 dal cantante e chitarrista statunitense Albert King.

## Tracce
- Side A

1. Born Under a Bad Sign

- Side B

1. Personal Manager

## Cover
- Nel 1968 è stata realizzata una cover dal gruppo musicale britannico Cream, inclusa nell'album Wheels of Fire.